# Episodi de La signora del West (quinta stagione)
La quinta stagione della serie televisiva statunitense La signora del West è stata trasmessa negli Stati Uniti dal settembre 1996 al maggio 1997 su CBS.
| nº | Titolo originale                        | Titolo italiano             | Prima TV USA      | Prima TV Italia |
| -- | --------------------------------------- | --------------------------- | ----------------- | --------------- |
| 1  | Runaway Train                           | Assalto al treno            | 21 settembre 1996 |                 |
| 2  | Having It All                           | Scelte difficili            | 28 settembre 1996 |                 |
| 3  | Malpractice                             | Negligenza                  | 5 ottobre 1996    |                 |
| 4  | All That Glitters                       | Non è tutto oro             | 12 ottobre 1996   |                 |
| 5  | Los Americanos                          | Los Americanos              | 19 ottobre 1996   |                 |
| 6  | Last Dance                              | L'ultimo ballo              | 26 ottobre 1996   |                 |
| 7  | Right or Wrong                          | L'elezione                  | 2 novembre 1996   |                 |
| 8  | Remember Me                             | Ricordati di me             | 9 novembre 1996   |                 |
| 9  | Legend                                  | La leggenda vivente         | 16 novembre 1996  |                 |
| 10 | The Tempest                             | La tempesta                 | 23 novembre 1996  |                 |
| 11 | Separate But Equal                      | Uguaglianza                 | 7 dicembre 1996   |                 |
| 12 | A Place to Die                          | Un posto per morire         | 14 dicembre 1996  |                 |
| 13 | Season of Miracles                      | La stagione dei miracoli    | 21 dicembre 1996  |                 |
| 14 | The Dam                                 | La diga                     | 11 gennaio 1997   |                 |
| 15 | Farewell Appearance                     | L'ultima apparizione        | 25 gennaio 1997   |                 |
| 16 | The Most Fatal Disease                  | Malattia mortale            | 1º febbraio 1997  |                 |
| 17 | Colleen's Paper                         | La tesina di Colleen        | 8 febbraio 1997   |                 |
| 18 | Between Friends/A House Divided: Part 1 | Daniel (1)                  | 15 ottobre 1997   |                 |
| 19 | Between Friends/A House Divided: Part 2 | Daniel (2)                  | 15 ottobre 1997   |                 |
| 20 | Hostage                                 | Gli ostaggi                 | 22 febbraio 1997  |                 |
| 21 | The Body Electric                       | Walt Withman                | 5 aprile 1997     |                 |
| 22 | Before The Dawn                         | Prima dell'alba             | 12 aprile 1997    |                 |
| 23 | Starting Over                           | Ricominciare                | 26 aprile 1997    |                 |
| 24 | His Father's Son                        | Il padre naturale           | 3 maggio 1997     |                 |
| 25 | Moment of Truth: Part 1                 | Il momento della verità (1) | 10 maggio 1997    |                 |
| 26 | Moment of Truth: Part 2                 | Il momento della verità (2) | 17 maggio 1997    |                 |

## Assalto al treno
- Titolo originale: Runaway train
- Diretto da: Terrence O'Hara
- Scritto da: Philip Gerson

### Trama
Il Dr. Mike riprende a lavorare dopo la nascita della figlia Katie. Durante la sua "maternità", il Dr. Andrew Cook l'ha sostituita alla clinica e ora si offre di assisterla, nel caso avesse bisogno di orari di lavoro più flessibili per occuparsi della bambina. I due vanno d'accordo e si rispettano, ma Michaela fatica a riappropriarsi di uno spazio che per tanti mesi era stato occupato da Andrew, che si è conquistato anche le simpatie della cittadinanza, nonché l'amicizia di Colleen. Sully invece non è più un agente indiano, ma da tempo sta scrivendo a tutti affinché Nube che Corre torni a Palmer Creek. Riesce a ottenere un colloquio con il Generale Wooten, con il quale fa un patto: accetta di non interferire più con la questione indiana in cambio della sostituzione del sergente O' Connor alla riserva e del ritorno dell'amico Nube che Corre. Sully va a prendere l'amico a Denver e i due programmano di tornare in treno. Durante il viaggio di ritorno, Sully e Nube che Corre finiscono nel vagone merci perché gli indiani non sono ammessi sulle carrozze passeggeri. Tuttavia è grazie a questa fatalità che i due scoprono dei banditi mentre assaltano il treno e ne deviano il percorso. Sully e Nube che Corre impediscono che il treno precipiti da una rupe verso la quale esso stava sfrecciando durante il deragliamento. Tuttavia ci sono moltissimi feriti e da Colorado Springs arrivano i soccorsi, inclusi Michaela, Andrew, Colleen e Jake che si impegnano per curare le persone coinvolte. Michaela, contro il parere di Andrew, esegue sul posto una difficile operazione di asportazione della milza, salvando la vita del paziente. Andrew comprende il suo errore di valutazione e si sente umiliato. Michaela però gli fa notare che tutti fanno errori. Tuttavia ora è Michaela a tornare a brillare a Colorado Springs, perché tutti ricordano quanto sia brava come medico. Andrew, un po' per ripicca, prende la palla al balzo per informarsi sull'offerta di Preston come direttore della sua clinica all'hotel...

## Scelte difficili
- Titolo originale: Having it all
- Diretto da: Bethany Rooney
- Scritto da: Sara Davidson

### Trama
Il Dr. Mike sembra non riuscire a conciliare l'esercizio della professione di medico con le cure per la figlia Katie: i troppi impegni la portano a trascurare sia i suoi pazienti che i suoi famigliari, non da ultimo Sully, che tuttavia si mostra molto comprensivo. Michaela vive momenti di grande difficoltà e giunge a considerare l'ipotesi di abbandonare la professione. Quando Hank ha un fortissimo raffreddore e i rimedi suggeriti da Andrew non riescono ad aiutarlo, Michaela gli offre dell'ortica per dei fumenti, come ha imparato dagli Cheyenne. Così Hank la va trovare e la ringrazia, facendole capire che è preziosa per la comunità con il suo lavoro. Alla fine, Michaela capisce che essere medico è parte del suo essere e decide di vivere gli impegni giorno per giorno e di accettare qualche compromesso. Colleen, invece, è stata ammessa al college e deve prepararsi in tutta fretta a partire per Denver. La partenza la spaventa, perché la porterà a lasciare tutto ciò che ama e niente sarà più come prima. Tuttavia trova il coraggio di partire e intraprendere quella strada tanto a lungo desiderata che la porterà a studiare medicina.

## Negligenza
- Titolo originale: Malpractice
- Diretto da: Alan J. Levi
- Scritto da: Peter Dunne

### Trama
Il Dr. Mike somministra a un bambino con una forte diarrea una medicina indiana che ha usato più volte con successo. Durante la notte, purtroppo il piccolo Michael muore e il dottore non sa capacitarsi del perché. I genitori del bambino la accusano di negligenza e ottengono un provvedimento cautelare che le vieta di esercitare la professione medica finché una commissione non avrà deciso se abbia colpe nella morte del neonato. Una prima udienza avviene a Colorado Springs e viene chiamato anche il Dr. Cassidy a valutare l'operato di Michaela. Ovviamente, quando i dottori scoprono che ha usato un rimedio indiano per curare un bambino bianco, Michaela viene subito vista come un medico incompetente e le viene vietato di esercitare la professione, inoltre deve pagare ai coniugi la somma di 2000 dollari.
Il Dr. Mike però riesce a dimostrare che la morte del bambino non era dovuta a una sua colpa, bensì a un difetto di fabbricazione del biberon dal quale questi beveva il latte, che comprometteva l'igiene dell'utensile. Quando Michaela viene riabilitata la cittadinanza esulta, mentre Andrew è talmente colpito dalla determinazione con cui Michaela ha lottato per continuare a fare il medico che decide di tornare a Boston per dire a suo zio che non lavorerà più con lui e che si trasferirà a Colorado Springs definitivamente.

## Non è tutto oro
- Titolo originale: All that glitters
- Diretto da: Terrence O'Hara
- Scritto da: Jennifer Tait

### Trama
Colleen torna per la prima volta da Denver, ma è molto demotivata a causa della difficoltà degli studi e delle sue lacune iniziali, e arriva a pensare di abbandonare il college e di seguire nei suoi viaggi la cantante Gilda St. Clair, conosciuta a teatro e in visita a Colorado Springs per un concerto organizzato da Preston. Colleen passa molto tempo con la cantante, e ha stretto un rapporto di amicizia con lei, così il dr. Mike teme che la figlia rinunci al suo sogno di diventare medico troppo presto e finisce col litigare con lei. Nel frattempo Gilda diventa oggetto di attenzioni da parte di tutti, anche se Michaela si rende conto che la donna ha dei problemi alla gola. Ciò non distoglie Gilda dalle sue passioni: la donna arriva anche a commissionare ad Emma un vestito per il concerto, dopo che ha visto quello realizzato dalla sarta per il compleanno di Colleen. Questa è per Emma la spinta a vedere finalmente ingranare la sua attività in città, dato che le donne di Colorado Springs si sono finalmente convinte ad accettare di comprare da chi ha confezionato un abito per una cantante tanto famosa. Intanto Gilda propone anche a Colleen di diventare la sua dama di compagnia e girare il mondo insieme a lei. Quando Colleen ne parla con Michaela, la madre cerca di dissuaderla e le ricorda il suo progetto di studiare medicina. Quando Gilda sviene e inizia ad accusare sintomi gravi, Michaela la visita e scopre che ha un polipo in gola. Anche se in un primo momento Colleen è convinta che la madre voglia operare la cantante solo per rovinare la sua carriera di modo che Gilda non la porti via con sé, Colleen si ricrede quando Gilda rischia di morire e Michaela si trova costretta a fare un intervento d'urgenza. Durante l'operazione, Colleen riscopre la sua inclinazione per la medicina. Sarà con grande fervore che tornerà a Denver per riprendere gli studi.

## Los Americanos
- Titolo originale: Los Americanos
- Diretto da: Jerry London
- Scritto da: Kathryn Ford

### Trama
I cittadini di Colorado Springs stanno cercando una nuova maestra per la scuola, dato che il Reverendo deve seguire troppi lavori e occuparsi anche della salute spirituale dei cittadini. Nel frattempo, in città arriva una coppia di sposi messicani, i signori Morales. Mentre il marito è molto fiducioso per la loro nuova vita in una città americana, la moglie Teresa non pare avere intenzione di legare con i cittadini, avendo pregiudizi sui coloni delle terre che un tempo erano del Messico. La donna riesce a lasciarsi andare solo con i piccoli Brian e Anthony, che si dimostrano fin dall'inizio volenterosi nell'aiutare la coppia con i lavori nella loro nuova fattoria, ottenuta dal sig. Morales tramite un prestito della banca di Preston.
Nel frattempo, Michaela e Sully devono decidere quando battezzare la piccola Katie e chi saranno i suoi padrini. La scelta si rivela ben presto difficile, perché i due non sanno decidere a chi affiderebbero la loro bambina nel caso dovesse succedere loro qualcosa.
Poco tempo dopo, il signor Morales giunge alla clinica di Michaela in gravi condizioni a causa di un'aggressione da parte di un leone. Il dottor Mike cerca di salvarlo, ma l'uomo muore per le ferite. Teresa, disperata, accusa la donna di non aver fatto tutto il possibile, dopodiché si mette alla ricerca di un posto di lavoro per poter onorare i debiti contratti dal marito.
Nel frattempo, la maestra contattata dal Reverendo comunica che deve rinunciare all'impiego; così Brian spiega alla madre che la signora Morales ha studiato in un collegio di suore cattoliche e convince Michaela a proporla come nuova maestra. Il consiglio non sembra troppo convinto ad accettare una straniera, per giunta cattolica, come insegnante per i loro figli. Ma dopo l'ennesimo discorso di Michaela, i cinque decidono di concederle un mese di prova. Nel frattempo, Michaela si trova di nuovo costretta a curare Anthony dopo che il bambino ha subito un altro dei suoi misteriosi attacchi. Grace e Robert E. discutono sull'eventualità di adottare Anthony legalmente, ma l'uomo non vuole che scoprano la sua presenza a Colorado Springs e sostiene che loro possano essere una famiglia anche senza una constatazione ufficiale della condizione. Tuttavia, dopo che Anthony sta di nuovo male, anche Robert E. cede all'idea e lui e Grace comunicano ad Anthony che lo adotteranno.
Questa situazione chiarisce le idee a Sully e Michaela, che scelgono proprio i due amici Grace e Robert E. per fare da padrini a Katie.

## L'ultimo ballo
- Titolo originale: Last Dance
- Diretto da: Terrence O'Hara
- Scritto da: Chris Abbott

### Trama
A Colorado Springs si sta organizzando l'annuale ballo degli innamorati e Brian si trova in difficoltà quando non sa come invitare Sara, la ragazza che gli piace. Per farlo chiede consigli sia a Sully che a Loren, i quali gli fanno capire che per certe cose occorre buttarsi e non perdere troppo tempo, per non rischiare di non cogliere al volo l'occasione.
Emma riceve una proposta di lavoro da Gilda St. Clair, che la invita ad unirsi a lei come sarta. Matthew, intanto, si sta rendendo conto che non ama la ragazza come amava Ingrid, e quindi non è più convinto di volerla sposare. Quando i due ne parlano, capiscono di essere ormai soltanto ottimi amici, che si sono aiutati quando ne avevano più bisogno, così Emma decide di accettare e partire.
Intanto a Sully viene proposto di andare lavorare nel Parco Nazionale di Yellowstone, che sta per essere realizzato nel Wyoming, e questo crea qualche incomprensione con Michaela. La donna non vorrebbe lasciare la città in cui si sono conosciuti, innamorati e sposati. D'accordo con i ragazzi, Sully "rapisce" Michaela per una notte e la porta nei boschi, dove trascorrono un po' di tempo da soli e lui riesce a farle capire quanto ci tenga a difendere la natura di quei luoghi dagli attacchi di cacciatori e usurpatori.
Dorothy, intanto, ha deciso di scrivere un libro sulla vita di Nube che Corre, per poter descrivere le usanze indiane in modo obiettivo; l'indiano non accetta subito, ma Dorothy gli propone un patto: scriverà il libro e glielo farà leggere, per poi pubblicarlo solo se lui sarà d'accordo. I due iniziano quindi a vedersi spesso per parlare delle usanze indiane, e si trovano molto coinvolti l'uno dall'altra, soprattutto quando Nube che corre le descrive le varie danze indiane. Anche Dorothy parla all'indiano delle danze dei bianchi e gli insegna a ballare il valzer. Colleen, invece, ha piccoli problemi di gelosia quando nota che Andrew ha invitato l'amica Beckie per una colazione; dopo un attimo di smarrimento iniziale, però, capisce che non vuole rovinare l'amicizia per un ragazzo, così invita Beckie ad andare al ballo insieme a lei come facevano da ragazze.
Anche se Sully e Michaela hanno deciso di partire, decidono di non parlarne ai ragazzi. Brian sta nel frattempo realizzando un progetto di geologia e decide di creare un plastico delle meravigliose Red Rocks, vicine a Colorado Springs, dove va spesso con Sully. Quando questi vede il progetto, capisce di voler difendere la terra in cui ha messo radici con Michaela, non quella del Wyoming. Così comunica alla moglie che ha deciso di non partire per Yellowstone, ma che vuole impegnarsi affinché anche le Red Rocks diventino un parco naturale.

## L'elezione
- Titolo originale: Right or wrong
- Diretto da: Chuck Bowman
- Scritto da: Philip Gerson

### Trama
Preston decide di sfidare Jake per l'elezione del sindaco e i cittadini iniziano a dividersi. Nonostante Preston sia più colto e ricco di Jake, Michaela sembra volersi schierare dalla parte del già sindaco Slicker, comunicando ai concittadini la sua decisione di appoggiare Jake perché durante il mandato non ha approfittato della carica per interessi personali e si sta davvero interessando ai desideri della gente.
Robert E. stringe un patto con Jake: convincerà gli uomini di colore del ghetto a votare per lui se gli concederà un posto nel consiglio cittadino.
Nel frattempo, Nube che corre chiede l'aiuto di Sully per liberare un prigioniero della riserva che deve tornare in Messico per curare suo figlio. Sully comunica a Michaela la sua decisione di aiutare l'indiano, ma la donna non sembra convinta e vorrebbe che lui rinunciasse per il bene della loro famiglia. Sully non vuole sentire ragioni, e fa scappare l'indiano che, tuttavia, viene ferito da un proiettile a una gamba. L'uomo porta l'indiano nel capanno di casa e Michaela cura il fuggiasco di nascosto.
Preston, giunto a casa di Michaela per accaparrarsene la fiducia, scopre l'indiano nascosto nel granaio e torna in città a parlarne con Dorothy. Jake origlia la conversazione e, mal consigliato da Hank e Loren, decide di rivelare la scoperta all'esercito in cerca dell'indiano sparito. Matthew riesce ad avvisare la madre, così Sully scappa con l'indiano e lo porta al confine. Quando la truppa raggiunge casa di Michaela, la incarcerano come traditrice e la mettono in cella con la piccola Katie.
Dorothy fa venire un ritrattista da Denver per fare un disegno di Michaela e scrivere un articolo che alzerà di certo un polverone, in modo che la dottoressa venga liberata. Intanto si tengono le elezioni, e i cittadini sono ancora convinti di aver bisogno della guida del Dr. Mike, per capire chi votare. Nonostante il voltafaccia di Jake, che l'ha denunciata, la donna invita i suoi paesani a votare per lui.
Le elezioni sono vinte effettivamente da Jake, che mantiene la promessa e concede a Robert E. il posto nel consiglio, spinto da una Michaela inarrestabile che gli ricorda che lei e Dorothy controlleranno che lui rispetti le promesse fatte in campagna elettorale e pubblicheranno sul Gazette quelle che invece non manterrà.
Sully e Michaela fanno capire a Brian, un po' scosso dal fatto che i genitori abbiano violato la legge, che a volte è giusto battersi per delle cause valide, anche se bisogna violare le regole.

## Ricordati di me
- Titolo originale: Remember me
- Diretto da: Alan J. Levi
- Scritto da: Steven Baum

### Trama
In città arriva un anziano molto malato che Jake riconosce subito come suo padre. Il sindaco reagisce male al suo arrivo, e ha diversi scontri verbali sia con Michaela che con Brian, che rimane molto colpito dal rapporto di Jake con suo padre. Jake non accetta l'idea che lui non si ricordi niente del loro passato e della morte dei suoi fratelli, ma l'uomo non ne ha colpa vista la malattia che lo affligge (la demenza senile). L'uomo è arrivato in città con una pepita d'oro, che ha convinto Loren, Hank e Horace ad andare alla ricerca dell'oro nelle zone in cui il vecchio ha detto di aver trovato l'oggetto prezioso. Dopo alcune ore di inutili ricerche, Hank si rende conto che Horace sta cercando di dimostrare a sé stesso che può andare avanti anche senza Myra, ma il proprietario del saloon gli fa capire che lei non tornerà anche se lui cercherà di arricchirsi. Poco prima che il padre di Jake muoia, riesce a scambiare delle toccanti parole con Brian, che crede essere suo figlio. Brian e Jake partono con  Michaela e Sully per andare a seppellire il vecchio dove aveva chiesto di essere deposto, vicino alla sua asinella, morta tempo prima. Brian rivela a Jake che il padre ha parlato di lui in punto di morte e gli ha lasciato la sua pepita. Il bambino è molto colpito dagli avvenimenti e chiede a Sully se secondo lui il suo vero padre possa dimenticarsi di loro. Sully lo invita a scrivergli per assicurarsi che lui non si dimentichi di suo figlio e Brian segue il consiglio.

## La leggenda vivente
- Titolo originale: Legend
- Diretto da: Alan J. Levi
- Scritto da: Carl Binder

### Trama
Dei banditi rapinano la banca di Colorado Springs e Matthew viene ferito nel tentativo di fermarli perché, come sempre, non porta la pistola in città. Quando la banda di delinquenti fugge col denaro, Preston spiega ai cittadini che la taglia per la loro cattura è di 1000 dollari. Così non solo lui parte per cercarli, ma anche Hank, invogliato dal denaro che potrebbe servigli per gli acquisti del nuovo hotel che lui e Jake stanno costruendo in società. Mentre Matthew si riprende dalla brutta ferita, in città arriva Elias Burch, uno sceriffo federale leggendario che avrebbe ucciso più di 100 uomini e che ora è deciso ad arrestare i banditi.
Matthew si sente messo in ridicolo e, durante la notte, scappa per raggiungere Burch e trovare i banditi, per poter poi riacquistare la fiducia dei cittadini.
Sully e Michaela partono subito alla sua ricerca e lo trovano insieme a Burch, che non vuole Matthew fra i piedi in quanto lo considera un "ragazzo che gioca a fare lo sceriffo". Matthew convince la madre e Sully che deve trovare i banditi per riacquistare un po' di orgoglio, così i due decidono di accompagnarlo.
Intanto in città Jake si sta invaghendo della signora Morales, ma non sa come muoversi con lei. Brian, che intuisce l'alchimia che si sta creando fra i due, gioca un po' il ruolo di un piccolo e furbo cupido, e spinge Jake a chiedere alla signora Morales se le serve aiuto per costruire uno steccato. È così che i due rompono il ghiaccio e iniziano a frequentarsi.
Nei boschi, Matthew e i genitori si riuniscono a Burch quando trovano la banda di criminali appartata a dormire. L'arrivo di Hank e Preston fa scatenare una sparatoria che culmina con il ferimento di Burch, messosi fra un colpo di pistola e il Dr. Mike per salvare la donna. Burch rivela a Matthew che non ha mai ucciso uomini con la sua arma, ma anzi ha sempre usato il cervello per cercare di non usare pistole per compiere il suo dovere. Così il gruppo continua a inseguire i banditi, questa volta con un Matthew più consapevole che sparare non serve a molto.
Grazie a un piano astuto, i quattro riescono a catturare i banditi e Matthew torna in città prendendosi tutti gli onori per lo sceriffo che ha riportato l'ordine a Colorado Springs.

## La tempesta
- Titolo originale: The tempest
- Diretto da: Bobby Roth
- Scritto da: Eric Tuchman

### Trama
Michaela si prepara a festeggiare il giorno del Ringraziamento, ma sia Colleen che Matthew sembrano non poter arrivare in tempo, dato che una ha troppo da studiare e l'altro deve accompagnare un prigioniero a Denver. Intanto il padre di Preston arriva in città per l'inaugurazione dell'albergo del figlio, lo Springs Chateau, ma sembra essere sempre indisponente nei suoi confronti. Trova la sua banca troppo piccola, i suoi collaboratori poco professionali e il suo hotel decisamente ampliabile. Preston cerca di fare bella figura col padre portando via la carrozza ad Horace perché è in ritardo con una delle rate. Questo non fa che mettergli contro il resto della cittadinanza.
Intanto Andrew ha deciso di lavorare alla clinica dell'hotel di Preston, con molta amarezza da parte di Michaela che si era affezionata al dottore e trovava il suo aiuto prezioso alla clinica. Il giorno del Ringraziamento, però, una tremenda tempesta impedisce al treno in partenza da Denver di muoversi, così Sully e Brian decidono di andare a prendere Colleen e Matthew a cavallo. I due vengono sorpresi dalla tempesta nel bel mezzo del viaggio e devono fermarsi e passare la notte all'aperto. Michaela si trova dunque da sola con Katie durante il tornado. Fortunatamente, la mattina dopo Sully e Brian tornano a casa incolumi e scoprono che la casa è stata risparmiata dalla tempesta. Anche in paese non ci sono grossi danni, a parte per il Gazette di Dorothy. Invece, all'albergo di Preston, che decide di non rimandare l'inaugurazione nonostante l'assenza dei finanziatori, ci sono decine di feriti e la struttura è quasi distrutta. Quando il padre riparte scontento, Preston si rende conto che, nonostante non si sia comportato bene, i suoi concittadini hanno deciso di aiutarlo a sistemare l'hotel scegliendo di festeggiare così il Ringraziamento. Mentre Michaela e Andrew curano insieme i feriti, arrivano finalmente da Denver Matthew e Colleen, appena in tempo per i festeggiamenti.

## Uguaglianza
- Titolo originale:Separate but Equal
- Diretto da: Carl Binder
- Scritto da: Julie Henderson

### Trama
Jake e Hank inaugurano il Pepita d'oro, ma devono fare i conti con la concorrenza di Preston. I tre affaristi iniziano a tirarsi tiri mancini a vicenda: prima Preston porta via un cliente ai due soci promettendo una notte gratis allo Springs Chateau; in seguito, Jake e Hank fanno notare allo stesso cliente che nell'hotel di Preston sono accettate anche coppie di colore come ospiti, così l'uomo se ne va.
Intanto Robert E., ora consigliere della città, ottiene dei fondi per aprire una scuola per i figli degli ex-schiavi e permettere così anche ad Anthony di studiare. Ma la maestra Morales si rifiuta di accettare un altro incarico, dimostrandosi razzista nonostante le sue origini straniere. È quindi Grace che deve occuparsi dell'insegnamento, nonostante i suoi molti impegni col Cafè e con l'hotel di Preston. Tuttavia Anthony è troppo avanti rispetto ai suoi compagni e Robert E. e Grace decidono di fargli frequentare la scuola dei bambini bianchi, spinti anche da Michaela. La cosa provoca il disappunto di buona parte dei genitori di Colorado Springs e fa risorgere i dissapori che da un po' di tempo si erano sopiti nei confronti della gente di colore. Brian non capisce il razzismo dei compaesani e scrive un editoriale per il Gazette. Il bambino litiga con Loren quando si rende conto che anche lui, come gli altri, non vuole che Anthony frequenti la scuola dei bambini bianchi. La maestra Morales non vuole assolutamente che Anthony vada a scuola da lei, e invita Jake a risolvere la questione come sindaco. Intanto Jake ed Hank propongono a Grace di lavorare per loro, dato che la donna ha deciso di non assistere più Preston dopo aver notato che non vuole più farla entrare dall'ingresso principale solo perché è di colore. Ma Grace si rifiuta, perché Hank e Jake sono i primi a non volere suo figlio alla scuola dei bianchi. Il sindaco, infatti, insieme agli altri genitori, vieta la presenza di un bambino di colore alla scuola. Robert E. e Grace vorrebbero desistere per il bene di Anthony, ma vengono convinti da Sully, Michaela e Brian ad accompagnare insieme il bambino a scuola. Prima delle lezioni nasce una colluttazione fra uomini di colore e bianchi; durante lo scontro, un carro viene mosso e il giovane Phillip rischia di rimanere ucciso sotto il suo peso, ma Anthony gli fa scudo col suo corpo e subisce un grave colpo alla testa, che lo fa entrare in una sorta di coma quando Michaela diagnostica la presenza di un ematoma. Dopo questo evento le cose in città si calmano e il signor Bray capisce di aver sbagliato a criticare la presenza di Anthony a scuola. Non appena il bambino sta meglio, i genitori lo accompagnano alla scuola della signora Morales, resasi conto di aver sbagliato a voler allontanare Anthony dopo uno scambio di opinioni con il Dr. Mike, e finalmente il bambino viene accettato a scuola, anche grazie all'opinione positiva di Loren che convince gli altri dopo aver letto l'interessante editoriale di Brian. Grace accetta di lavorare per Hank e Jake, dato che il sindaco si è dimostrato favorevole alla presenza di Anthony a scuola.

## Un posto per morire
- Titolo originale: A place to die
- Diretto da: Alan J. Levi
- Scritto da: Philip Gerson

### Trama
Colleen torna a casa dal college, dopo aver superato brillantemente i primi esami. Michaela sta curando un uomo per un'ernia, un altro per una scheggia alla mano e Dorothy per una semplice tosse e si attiene alla procedura di sterilizzazione degli strumenti utilizzati in tutti e tre i casi.
Intanto, all'hotel di Preston, Andrew si deve scontrare con il direttore perché dà consigli su come curare i pazienti in modo sano, mentre Preston vorrebbe trarre profitto a discapito della salute effettiva dei suoi clienti. Alla clinica di Michaela, le cose peggiorano: il malato di ernia ha un'infezione alla ferita, così come il paziente curato per la scheggia alla mano, che arriva in clinica in condizioni disperate e muore poco dopo. Anche Dorothy peggiora e Michaela chiede l'aiuto di Nube che Corre, che le porta le sue erbe per lenire i suoi dolori allo stomaco.
Michaela cerca di capire quale possa essere la causa dell'infezione dei tre pazienti. Mentre analizza tutta la procedura fatta, anche il paziente operato di ernia muore. Michaela scopre che l'infezione si trova all'interno della sua valigia porta-strumenti. Sully allora la porta fuori città per bruciarla. Nel frattempo, però, viene a mancare anche la donna cinese che lava le lenzuola della clinica; Michaela scopre che ha accusato gli stessi sintomi degli altri pazienti, così si rende conto che l'infezione potrebbe essere ovunque nella struttura, anche nelle lenzuola. Dopo aver parlato con l'amico Nube che Corre, capisce che l'unico modo di debellare l'infezione è bruciare tutto ciò che la clinica contiene. Il Dr. Mike deve bruciare tutto: strumenti, arredamento, teli, le cartelle cliniche e tutti i ricordi più cari, compresi quelli legati al padre e a Boston, come le foto o il diploma di laurea. Dato che deve ricomprare tutto, appoggiata da Sully, ottiene un prestito dalla banca di Preston, che li porta a mettere un'ipoteca sulla casa come garanzia.
Anche Andrew aiuta Michaela, prestandole dei medicinali e degli strumenti. Però i cittadini hanno timore a tornare nuovamente da lei per le cure mediche, lasciando Michaela nello sconforto.
Mentre Sully scarica dal carro il nuovo tavolo operatorio, si ferisce al braccio. Michaela lo medica e gli mette dei punti. Quando finalmente arriva il momento di togliergli le bende, è chiaro che l'infezione da stafilococco è stata debellata perché Sully sta bene. E i pazienti di Michaela ritornano finalmente da lei.

## La stagione dei miracoli
- Titolo originale: Season of miracles
- Diretto da: Carl Binder
- Scritto da: Carl Binder

### Trama
La città si prepara a festeggiare il Natale e Brian vorrebbe addobbare il grande albero in città, ma nessuno sembra essere disponibile ad aiutarlo con le decorazioni. Il reverendo, all'improvviso, perde parzialmente la vista a causa di un'infiammazione del nervo ottico. Michaela e Andrew sperano che si tratti di un disturbo passeggero e decidono di bendarlo per qualche giorno, curandolo con delle erbe indiane che servono a combattere le infiammazioni. Mentre Sully pensa che sia il caso di prepararsi al peggio e costruisce per lui un bastone da non vedenti, tutta la città è ottimista e persino Hank fa una preghiera per il Reverendo. Nessuno però è fiducioso come Brian, convinto che Dio farà un miracolo e ridarà la vista al Reverendo. Infiammati da un nuovo vigore, i fedeli aiutano Brian a decorare l'albero e la città intera. L'enorme abete viene addobbato con centinaia di angeli e candele, proprio come il Reverendo ha descritto il "primo Natale", con la Stella di Betlemme in cima. Quando Michaela toglie le bende al paziente, tuttavia, si scopre che il disturbo è peggiorato e il Reverendo non vede più nulla. Brian è molto deluso e sconvolto per il fatto che Dio non abbia ascoltato le loro preghiere; anche Michaela si chiede perché Dio abbia inflitto una pena così terribile al Reverendo. È Sully che le fa capire che forse non devono pregare perché lui guarisca, ma perché riesca ad accettare la sua nuova condizione. La donna trova il modo di aiutare il Reverendo ad accettare il fatto di essere diventato cieco, e lo convince ad andare alla messa di Natale. È proprio il Reverendo che per primo si accorge che sta nevicando fuori dalla chiesa...

## La diga
- Titolo originale: The Dam
- Diretto da: Terrence O'Hara
- Scritto da: Sara Davidson

### Trama
Mentre Brian si sente un po' trascurato da Michaela, molto impegnata con la piccola Katie, Matthew viene chiamato a vigilare sullo svolgimento dei lavori di un'impresa che sta costruendo una diga che andrà ad allagare la valle. Visti i continui rallentamenti da parte di vandali e dimostranti, il direttore della ditta chiede al ragazzo di usare la sua autorità di sceriffo per tenere tutto sotto controllo. Preston è contrario alla creazione di questa diga, così come Sully, anche se i due hanno intenti opposti: mentre il primo pensa solo al suo tornaconto personale, ossia al fatto che i lavori prosciugheranno il fiume che passa vicino al suo albergo, il secondo ne fa una questione ecologica e ambientale. Sully è infatti preoccupato perché la bellissima valle, che vorrebbe far diventare patrimonio naturale, verrà distrutta. Preston ingaggia degli uomini per bloccare una consegna di dinamite; dopo aver ricevuto diversi rifiuti alle sue richieste fatte in modo "legale", Sully si offre di aiutare Preston e i suoi, a patto che non vengano usate le armi. Durante il trasporto della dinamite, uno degli uomini di Preston perde la ragione quando si rende conto che nelle casse sul carro non c'è davvero esplosivo, e che il trasporto è stata una copertura per salvaguardare la consegna della merce. L'uomo spara a uno dei conducenti e ferisce l'altro, poi fugge. Preston e Sully portano il ferito al campo per essere curato dal Dr. Mike, e quando l'uomo si sveglia rivela la presenza di Sully insieme all'uomo che gli ha sparato. Preston ne esce completamente pulito, dato che nessuno l'ha visto. Matthew, però, insegue Sully e si trova costretto ad arrestarlo. Sentendosi in colpa per aver litigato con l'uomo che di fatto è un padre per lui, Matthew convince Preston a testimoniare a favore di Sully, in modo che l'uomo ottenga uno sconto della pena. Sully se la cava con solo alcune settimane di prigionia, e la valle viene effettivamente deturpata dalla creazione della diga.

## L'ultima apparizione
- Titolo originale: Farewell appearence
- Diretto da: Chuck Bowman
- Scritto da: Robert Hamilton

### Trama
Il reverendo, resosi conto di non poter più vivere da solo a causa della recente cecità, si trasferisce da Loren, nella stanza che una volta era di Dorothy. Mentre Sully esce di prigione, in città arriva Theodore Quinn (David Ogden Stiers), zio e padrino di Michaela e noto concertista. Brian si affeziona subito a lui e prende lezioni di piano, deciso a organizzare un concerto per i cittadini di Colorado Springs. Theodore sembra avere un ottimo rapporto con Michaela, ed è sempre stato un pacifista convinto, pronto a combattere per i suoi ideali. L'uomo, però, si trova a scontrarsi con Sully su diverse argomentazioni, fra le quali la ferrovia. Sully vorrebbe impedire che passi per le Red Rocks e sta cercando un modo per impedirlo. Al contrario, Theodore vede nella ferrovia uno strumento di progresso. L'uomo si lega molto a Brian e inizia a temere che Sully possa influenzarlo negativamente, dato che lo coinvolge nelle sue battaglie. Lo zio Quinn cerca allora di convincere Brian a dedicare la sua vita alla musica, sotto la sua guida, invitandolo a rinunciare ad aiutare il padre. Michaela capisce che dietro questo comportamento dello zio ci sono delle sofferenze latenti per la morte di suo cugino, il figlio di Theodore, che aveva deciso di combattere con gli abolizionisti anche su suggerimento del papà di Michaela, ma contrariamente alla volontà del padre. Quando Sully e Brian partono per le Red Rocks, Theodore li segue e la sua presenza porta Brian ad avere un incidente che gli causa la rottura di una gamba. Michaela e lo zio discutono a lungo e la donna sente il suo padrino incolpare suo padre per la morte di suo cugino. In seguito, i due si riconciliano e chiariscono. Theodore e Brian riescono comunque a fare il loro concerto e intrattengono i famigliari e gli altri paesani di Colorado Springs.

## Malattia mortale
- Titolo originale: The most fatal disease
- Diretto da: James Keach
- Scritto da: Chris Abbott

### Trama
Kid Cole (Johnny Cash) e Sorella Ruth (June Carter Cash) tornano a Colorado Springs. Michaela e Sully si rendono subito conto che il rapporto fra i due è in crisi evidente. La donna confessa a Michaela che sono in procinto di divorziare, perché non si capiscono più e non fanno altro che litigare. Michaela e Sully cercano di aiutarli, dapprima parlando con loro e cercando di capire le loro ragioni, poi invitandoli a cena. Michaela scopre che Kid Cole in realtà non è affatto guarito dalla tubercolosi, e che ha mentito alla moglie per proteggerla e per non causarle dolore. La sua idea è quella di lasciarla in California, in modo che non debba assistere alla sua morte e soffrire. Il Dr. Mike non può dire la verità alla sua amica, a causa del suo giuramento come medico, ma cerca di convincere il testardo pistolero a confessare tutto a Sorella Ruth. Dopo un po' Kid Cole capisce che il Dr. Mike ha ragione e dice la verità alla moglie, spiegandole che voleva allontanarla solo perché sta morendo. La donna gli dimostra tutto l'affetto che prova per lui e i due si riconciliano.
Intanto fra le fanciulle che Sorella Ruth sta accompagnando in California spicca la bellissima Rose. Dorothy e Nube che Corre sono sempre più vicini, a causa del libro che la giornalista sta scrivendo su di lui, e ciò crea confusione nella donna anche a causa della gelosia di Loren, il quale decide di ricorrere ad un'agenzia matrimoniale per trovare una moglie e poi invita Rose ad accompagnarlo in alcune uscite. Alla fine il vecchio burbero si rende conto che una moglie "comprata" non è la soluzione per lui.

## La tesina di Colleen
- Titolo originale: Colleen's paper
- Diretto da: Chuck Bowman
- Scritto da: Carl Binder

### Trama
Colleen torna in città per il weekend e spiega alla madre che deve scrivere una tesina in cui ha deciso di raccontare il caso più eclatante che Michaela ha avuto come medico. Per scegliere di quale caso parlare, le due ripercorrono insieme tutte le operazioni e le scoperte più importanti di cui la dottoressa si è occupata negli ultimi anni, sin dal suo arrivo a Colorado Springs. Intanto Andrew è colpito da una grave febbre a causa di un morso di una zecca, e Colleen decide di assisterlo finché non sarà guarito, visto che il medico rischia addirittura di aggravarsi con una meningite. Michaela fa capire alla ragazza che spesso sono proprio l'amore e la presenza dei famigliari ad aiutare i malati a guarire. Ripensando ai vari casi clinici, il Dr. Mike le fa capire anche che a volte il coinvolgimento col paziente porta il dottore a non avere un giudizio obiettivo della situazione, e che si deve essere bravi a rimanere distaccati. Le fa l'esempio di quando ha aiutato Dorothy col tumore al seno, o dell'operazione che aveva dovuto eseguire su Brian per fargli recuperare la vista.
Quando Andrew si riprende, ringrazia Colleen per la sua presenza costante al suo capezzale. Michaela, alla fine, capisce che il suo caso più eclatante è stato la nascita di Katie, venuta al mondo in mezzo al bosco e senza l'aiuto di nessuno se non quello di Sully.

## Daniel (1)
- Titolo originale: Between Friends/A House Divided: Part 1
- Diretto da: James Keach
- Scritto da: Eric Tuchman

### Trama
Michaela e Sully sono indietro con il pagamento delle rate dell'ipoteca sulla casa che è servita a ricostruire la clinica dopo l'incendio. Sully si arrangia tra mille lavori per trovare i soldi necessari e spesso si assenta da casa, col risultato che Brian e il Dr. Mike sentono molto la sua mancanza. I due, però, trovano comunque il tempo per ospitare Daniel Simon (John Schneider), il più vecchio e caro amico di Sully, suo compagno in miniera quando lavoravano insieme. Daniel si è arricchito con una miniera d'oro che ora ha deciso di vendere e conduce una vita agiata. Non appena arriva a Colorado Springs, lui e Sully iniziano a raccontare aneddoti del loro passato e della loro grande amicizia, ma ben presto Daniel si rende conto che l'amico di sempre ha bisogno di denaro e decide di dargli una mano. Dopo la vendita della miniera, infatti, Daniel vorrebbe concedere a Sully quello che gli spetta, visto che l'anno prima era andato ad aiutarlo a condurre dei lavori per un mese. Sully non accetta il denaro di Daniel e afferma che ce la farà da solo a pagare il debito. Brian confessa di essere stato lui a chiedere a Daniel di venire, perché quando aveva scoperto che è ricco, sperava potesse dar loro una mano. Quando Sully lo scopre è convinto che Daniel voglia aiutarlo per carità, così si arrabbia e parte insieme a un mercante di bestiame per un viaggio che potrebbe consentirgli di pagare l'ipoteca.
In città, intanto, tutti iniziano a giudicare negativamente il rapporto tra Dorothy e Nube che Corre; i due passano sempre più tempo insieme e la loro amicizia si sta trasformando in un affetto più tenero, cosa che non è vista di buon occhio da Loren.
Durante l'assenza di Sully, Daniel e Michaela si conoscono meglio: lui arriva anche a darle consigli preziosi per cercare di ottenere dei pagamenti in denaro dai pazienti della clinica, e non più pagamenti in natura. In seguito, Preston minaccia Michaela di espropriare la casa se non otterrà il pagamento dell'intero prestito, visto che i suoi finanziatori vogliono indietro i soldi in seguito a cali della borsa. Così Michaela si trova costretta ad accettare l'aiuto di Daniel. Quando Sully torna e scopre che la moglie ha accettato il prestito dall'amico, va su tutte le furie.

## Daniel (2)
- Titolo originale: Between Friends/A House Divided: Part 2
- Diretto da: James Keach
- Scritto da: Eric Tuchman

### Trama
Sully è molto arrabbiato con Michaela e Daniel perché hanno estinto il prestito durante la sua assenza. Intende quindi trovare i soldi da restituirgli perché non vuole mischiare il denaro e l'amicizia. Nel frattempo Daniel inizia a coltivare un segreto sentimento nei confronti di Michaela, con la quale gioca spesso a scacchi e che ha imparato ad apprezzare per la donna meravigliosa e in gamba che è. Dorothy sembra accorgersi della cosa e mette in guardia Michaela quando si rende conto che Sully sembra essere geloso di lei e soprattutto quando vede l'imbarazzo di Daniel mentre le sta intorno. Quando Sully si rende conto di non poter guadagnare abbastanza in poco tempo, accetta la proposta di Preston di costruirgli una villa come la sua. Daniel si offre di aiutare Sully nei lavori, in modo che possa estinguere il suo debito più in fretta. La sua presenza, però, inizia ben presto a diventare pesante, soprattutto quando Sully si rende conto che l'amico nutre dei sentimenti per sua moglie. Michaela capisce che Dorothy aveva ragione e inizia a pensare che Daniel debba andarsene da Colorado Springs, per il bene di tutti. Sully, però, è sconvolto e arrabbiato e va via di casa per una notte.
Dorothy, intanto, parla col Reverendo, che le spiega che da quando è cieco vede le cose sotto un'altra ottica e riesce a vedere l'anima delle persone. In questo modo ha capito che Nube che Corre è un uomo straordinario, buono e gentile. Corre alla riserva e parla con l'indiano: i due si interrogano su quali siano realmente i loro sentimenti ed è Nube che Corre ad affermare che loro sono buoni amici.
Michaela corre a cercare Sully e vede Daniel pronto a partire col treno. Lui le rivela che prova davvero qualcosa nei suoi confronti ed è per questo che deve andarsene, perché Sully è il suo migliore amico. Sully li raggiunge e i due si chiariscono, rendendosi però conto che Daniel deve partire per salvaguardare la loro amicizia. A fine episodio un trafelato Sully torna finalmente a casa da sua moglie, con la quale si chiarisce una volta per tutte.

## Gli ostaggi
- Titolo originale: Hostage
- Diretto da: Jerry London
- Scritto da: Chris Abbott

### Trama
Mentre Sully è fuori casa, Michaela sorprende due uomini nel suo granaio. Si tratta dei due fratelli Houston e Brent Currier, che si stanno rifugiando e cercano un dottore che curi le ferite di Houston. Michaela li accoglie in casa e chiacchiera amichevolmente con Brent, finché lei e Brian non si rendono conto che i due fratelli sono in realtà due banditi. Proprio mentre Sully sta rincasando, Michaela cerca di attirare la sua attenzione, è così che Brent decide di prendere lei, Brian e la piccola Katie in ostaggio. Mentre il dottore cura le ferite di Houston, un piccolo gruppo si movimenta per salvare il Dr. Mike e i ragazzi, sotto la guida di Sully e Matthew, e con l'aiuto di Hank e Nube che Corre. Quando Houston si riprende, Michaela capisce che l'uomo è senza scrupoli e farà di tutto per salvarsi la pelle, a differenza del fratello Brent che sembra più malleabile. Dopo diverse peripezie, Sully riesce a introdursi in casa e a salvare la sua famiglia senza che nessuno si faccia male. 
- Guest Star: David Carradine (Houston), James Keach (Brent)

- Curiosità: James Keach non solo è il regista di diversi episodi del telefilm, ma è anche il marito di Jane Seymour.

## Walt Withman
- Titolo originale: Electric body
- Diretto da: Gwen Arner
- Scritto da: Christine Berardo

### Trama
Preston invita il grande poeta statunitense Walt Whitman nel suo albergo affinché possa riprendersi dopo un'ischemia e per fargli tenere una lettura pubblica delle sue opere. Il suo arrivo è una sorpresa per Sully, che adora le sue poesie, e per Michaela, che ha imparato ad amare il poeta grazie al marito. Quando Whitman si presenta a Colorado Springs, Michaela inizia anche a visitarlo personalmente per curarlo.
Tuttavia nessuno in città è a conoscenza di un pettegolezzo che girava a Boston, ossia che il grande poeta è omosessuale. Quando Andrew lo comunica a Preston, il pregiudizio inizia a dilagare: il banchiere cancella la sua lettura pubblica e tutti in città iniziano a disdegnare l'opera del grande poeta d'amore. Solo Michaela sembra accettare la sua diversità, così come Sully. Michaela si trova anche ad ospitare il poeta alla clinica insieme al suo compagno Peter Doyle, giunto in città per lui. Anche Brian ama passare il tempo in compagnia di Whitman, col quale parla molto di scrittura e di poesia. Tuttavia persino Michaela inizia a chiedersi se sia saggio lasciare Brian solo col poeta. Quando lo segue di nascosto, però, si rende conto che Whitman è una persona sensibile e affascinante, che vede in Brian un giovane capace di amare la natura e provare emozioni come lui.
Alla fine, il Dr. Mike riesce a organizzare una lettura di Whitman a cui partecipano pochissimi cittadini, ma che fa provare a tutti i presenti grandissime emozioni.

## Prima dell'alba
- Titolo originale: Before the Dawn
- Diretto da: Bethany Rooney
- Scritto da: Julie Henderson

### Trama
Quando Horace riceve la sentenza di divorzio da Myra, è in preda a una forte depressione e tenta il suicidio. Il Dr. Mike riesce a salvarlo con l'aiuto di Sully. Rendendosi conto che Horace è afflitto da "melanconia", Michaela decide di chiamare in città Myra e Samantha, nella speranza che Horace cominci a stare meglio e si riprenda. Intanto tutti gli amici si mobilitano per aiutarlo, anche Jake e Loren. Michaela prevede una cura a base di passeggiate e momenti di svago, ma Horace non sembra stare meglio. Myra si rende conto che la colpa del suo stato è soprattutto sua, così decide di lasciare il suo lavoro a Saint Louis e di tornare a vivere con il marito, con il quale accetta anche di risposarsi. Hank cerca di dissuaderla, ricordandole che c'era un motivo se se n'era andata e stava divorziando da Horace, ma lei è disposta ad accettare il compromesso, perché ha un gran cuore e vuole ancora molto bene al padre di sua figlia.
Nonostante tutti gli sforzi, il giorno delle seconde nozze di Horace e Myra, Michaela e Sully trovano lo sposo chiuso in camera con in mano una pistola, pronto a spararsi. Con l'aiuto di Myra lo convincono a non farlo, ma Horace ammette che nonostante lei sia tornata in città questo sentimento di soffocamento e depressione non l'ha abbandonato e non riesce più a essere felice, né a trovare la forza per vivere. Michaela decide di mandare Horace in una casa di cura e Jake mette a disposizione i fondi di riserva del Comune per aiutarla a pagare le spese. Myra e Samantha decidono di partire, ma la bambina fa promettere al padre che l'andrà a trovare per il suo compleanno e sarà di nuovo felice. Questo dà la forza a Horace di provare a rimettersi in carreggiata. Anche se non andrà nella casa di cura, cercherà di farsi forza per il bene della figlia.

## Ricominciare
- Titolo originale: Starting Over
- Diretto da: Gwen Arner
- Scritto da: Philip Gerson

### Trama
Marjorie, la sorella di Michaela, torna a Colorado Springs dopo aver litigato con sua madre. La donna è profondamente cambiata: abbraccia gli ideali delle suffragette e soprattutto quelli di Victoria Woodhull, donna tenace e sostenitrice del "libero amore", ossia della possibilità per le donne di vivere la passione anche fuori dal matrimonio. Marjorie cerca di diffondere le sue idee sui diritti anche in città, andando a creare non poco scompiglio. La sua influenza si vede soprattutto su tre fronti. Innanzitutto si occupa di aiutare le ragazze di Hank, che trovano finalmente il coraggio di ribellarsi alle condizioni di lavoro a cui lui le sottopone: prima le invita a prendersi una giornata di riposo, che passano tutte insieme allo Springs Chateau di Preston, poi alcune di loro lasciano addirittura il saloon.
Intanto Marjorie cerca anche di convincere il Reverendo a tornare a cavalcare, visto che deve andare fuori città per celebrare il matrimonio di una giovane coppia. Quando il Dr. Mike prova ad aiutarlo, però, il Reverendo cade e si lamenta del fatto che un cieco non possa andare a cavallo.
Infine Loren si manifesta molto attratto da Marjorie e i due passano una notte insieme. Tuttavia, mentre Loren pensa già al matrimonio, Marjorie non ha alcuna intenzione di sposarsi e vorrebbe vivere il loro amore in modo "libero". Tutto questo crea qualche incomprensione tra le due sorelle Quinn. Michaela accusa la sorella di scagliare il sasso e poi ritrarre la mano: Marjorie inizia le cose, ma sembra non finirle mai. Marjorie, al contrario, se la prende con Michaela perché secondo lei è gelosa del fatto che ora non sia più lei a combattere le battaglie degli altri, ma la sorella maggiore.
Alla fine tutto si risolve per il meglio: le donne di Hank decidono di partire e andare a Boston con Marjorie, la quale pagherà loro il biglietto; il Reverendo trova il coraggio di cavalcare di nuovo, e Loren confessa il suo amore alla donna e le fa promettere di tornare presto da lui. Le due sorelle Quinn si salutano rendendosi conto che saranno sempre diverse, ma che al mondo "servono entrambe".

## Il padre naturale
- Titolo originale: His Father's son
- Diretto da: James Keach
- Scritto da: Chris Abbott

### Trama
Brian si sente trascurato quando si rende conto che Sully e Michaela sono molto presi dalla piccola sorellina Katie. Ciò lo porta a chiedersi se i suoi genitori adottivi gli vogliano ancora bene come prima, ora che è nata la loro figlia naturale. L'arrivo di una lettera del padre, Ethan Cooper, crea in lui ulteriore confusione. La distrazione di Brian lo porta a combinare diversi pasticci: dapprima perde di vista Katie in giro per la casa, poi non ascolta i consigli di Sully e monta male una staccionata, facendo sì che una vacca entri dal recinto nell'orto di Michaela, dove la donna coltiva le sue piantine da anni. Rendendosi conto del disagio del figlio, Michaela e Sully provano a fargli sentire il loro affetto, ma Brian rimane in conflitto con entrambi, soprattutto con Sully. Insieme all'amico Anthony, arriva addirittura a provocare un incendio fuori dall'emporio di Loren che, fortunatamente, viene sedato senza complicazioni.
Nel frattempo, Michaela ha da ridire quando scopre che Andrew utilizza un tonico creato da Preston e costituito soprattutto da alcool per curare i pazienti dell'hotel. Sia lei che Colleen gli fanno notare che è amorale per un dottore definire un banale tonico una medicina.
Per farsi perdonare, Brian coinvolge Anthony in una bravata che li porta a nascondersi su un treno per andare a comprare una sedia a dondolo in miniatura che il Dr. Mike ha visto su un catalogo di Loren. Nonostante il viaggio vada bene, al ritorno i due bambini non riescono a saltare sul treno in corsa e decidono di tornare a casa a piedi. Una squadra di ricerche li ritrova nella notte e li riporta entrambi a casa sani e salvi. Sully e Brian hanno un duro scontro durante il quale il bambino gli grida che lui non è suo padre; così Sully capisce che è il momento di dimostrarsi forte. La mattina seguente illustra a Brian le sue punizioni per i mesi a venire, che lo obbligheranno a lavorare tutti i sabati nell'orto con Michaela e a badare più spesso a Katie. Quando Brian si lamenta chiede a Sully perché lo stia punendo, e lui risponde che lo fa perché è suo padre. Allora Brian, finalmente, capisce quanto lui gli voglia bene e i due finalmente si abbracciano.

## Il momento della verità (1)
- Titolo originale: Moment of truth: Part 1
- Diretto da: James Keach
- Scritto da: Carl Binder

### Trama
Mentre Dorothy finalmente finisce il suo libro e ottiene l'approvazione di Nube che Corre, visibilmente emozionato quando la donna glielo legge, alla guarnigione arriva il Sergente McKay, che si dimostra fin dall'inizio abbastanza indulgente nei confronti degli Indiani ma ammonisce Sully di rimanere lontano dalla riserva, come gli è stato ordinato. Sully e Michaela, intanto, festeggiano il primo compleanno di Katie. Quando alla riserva Nube che Corre viene picchiato per essere rientrato in ritardo dal suo permesso, Sully gli fa visita di nascosto e altri indiani gli chiedono aiuto per scappare. Sully inizia a cospirare e si fa aiutare anche da Robert E. a recuperare dei cavalli, poi compra dell'esplosivo per innescare un diversivo e permettere agli Indiani di scappare. Colleen e Andrew sono sempre più attratti l'uno dall'altra e passano molto tempo insieme. In città, nel frattempo, una maestra qualificata chiede di ottenere il posto di insegnante a Colorado Springs, ma Jake vuole che la signora Morales continui a lavorare alla scuola perché è segretamente innamorato di lei. Per dedicarsi alla sua causa, Sully lascia anche il suo lavoro per Preston, per il quale stava ancora costruendo la villa, e organizza la fuga degli Indiani. Durante la ribellione alla riserva molti soldati muoiono ma Sully riesce a scappare con Nube che Corre. Purtroppo durante la fuga viene visto da McKay.

## Il momento della verità (2)
- Titolo originale: Moment of truth: Part 2
- Diretto da: James Keach
- Scritto da: Carl Binder

### Trama
L'esercito chiede rinforzi per trovare gli indiani fuggiti e il sergente O'Connor torna in città. Sully e Nube che Corre sono diretti a Nord, mentre molti degli indiani che erano fuggiti vengono catturati. O'Connor, che ha assunto il comando della guarnigione, cerca di scoprire dove è diretto Sully usando ogni mezzo possibile, anche la forza e l'intimidazione. Dorothy, per non fornire alcuna notizia che potrebbe aiutarlo a scoprire dove sono diretti i due fuggiaschi, è costretta a bruciare il suo libro. O'Connor riesce comunque a scoprire dove trovare Sully e Nube che Corre e parte per raggiungerli. Michaela e Dorothy decidono di fidarsi del sergente McKay e cercano di raggiungerli insieme a lui e ad altri soldati di fiducia. In città, intanto, Preston ritira il prestito che aveva concesso a Dorothy per acquistare la Gazette, viste le sue recenti simpatie per gli Indiani. Jake, invece, si prende cura della signora Morales, rimasta ustionata dopo che la sua casa è stata bruciata da un incendio appiccato dagli indiani. Quando Jake le fa capire che prova qualcosa per lei, Teresa ammette di sentire le stesse cose, ma di essere ancora in lutto per la morte del marito. Intanto Andrew chiede a Colleen se vorrà lavorare come sua socia una volta laureatasi, e la ragazza è talmente entusiasta che i due si baciano. O'Connor trova Sully, separatosi da Nube che Corre per cercare di aiutarlo a scappare, e tra i due c'è un terribile scontro che li porta a cadere da una rupe. Quando Michaela e gli altri soldati arrivano sul posto, trovano il cadavere di O'Connor nel fiume ma di Sully non c'è traccia. Michaela, però, è convinta che sia ancora vivo.